# Queenslanapis lamington
Queenslanapis lamington är en spindelart som beskrevs av Norman I. Platnick och Forster 1989. Queenslanapis lamington ingår i släktet Queenslanapis och familjen Anapidae.
Artens utbredningsområde är Queensland. Inga underarter finns listade i Catalogue of Life.